# Ján Eugen Kočiš
Ján Eugen Kočiš (ur. 25 czerwca 1926 w Pozdišovcach, zm. 4 grudnia 2019 w Preszowie) – słowacki duchowny greckokatolicki, biskup tytularny Abrittum, były wikariusz biskupi apostolskiego egzarchatu greckokatolickiego w Republice Czeskiej.

## Życiorys
Pochodzi ze Słowacji. Studiował na Wydziale Teologicznym w Preszowie. W 1950 roku został powołany do wojska. Jako żołnierz 1 stycznia 1951 roku został potajemnie wyświęcony na księdza. Sakramentu udzielił mu w obrządku łacińskim administrator apostolski Rożniawy, Róbert Pobožný.
Po odbyciu służby wojskowej Ján Kočiš pracował w piekarni. Potajemnie prowadził działalność duszpasterską dla wiernych obrządku bizantyjskiego w Słowackiej Republice Socjalistycznej. W 1958 za swoją działalność został aresztowany i skazany na cztery lata więzienia. Po odbyciu kary zabroniono mu przebywania na Słowacji. Wyjechał do Pardubic, gdzie pracował w gazowni.
Zaczął działać w Kościele podziemnym w Czechach. W 1967 roku został potajemnie konsekrowany biskupem przez Felixa Davídka. W 1968 roku powrócił na Słowację. Zaczął pracować przy odbudowie struktur Kościoła greckokatolickiego. Był proboszczem w Preszowie i w Durdos.
W 1993 roku został powołany na kanclerza greckokatolickiego wikariatu biskupiego w Republice Czeskiej. W 1996 roku został mianowany wikariuszem generalnym apostolskiego egzarchatu greckokatolickiego w Republice Czeskiej. 23 marca 2002 roku otrzymał tytuł prałata papieskiego.
24 kwietnia 2004 roku został mianowany biskupem tytularnym Abrittum. W tym samym roku otrzymał sakrę biskupią sub conditione w obrządku bizantyjskim. 7 października 2006 papież zaakceptował jego rezygnację z urzędu wikariusza.